# Gabrielle Canivet
Gabrielle Montald, née Gabrielle Canivet à Etterbeek le 17 décembre 1867 et morte le 11 février 1942[Où ?], est une artiste peintre belge.

## Biographie
Gabrielle Canivet est née à Etterbeek, mais passe toute son enfance à Gand. Elle est la fille d'un directeur des douanes et a deux sœurs, Louise et Hélène. Rien n'est connu de la formation artistique de Canivet, visiblement artiste autodidacte. L'origine de son expertise artistique peut résider dans son père qui dessinait de temps en temps. Le 9 août 1892, Canivet épouse Constant Montald (1862-1944) à Gand. À cette époque, Montald est déjà un peintre renommé qui a remporté plusieurs prix avec ses toiles et ses peintures murales.
En 1897, le couple s'installe à Bruxelles, avenue Renaissance à Etterbeek, avec une tante de Canivet, « Mme Smits ». En 1910, ils déménagent à la « Villa Montald » à Woluwe-Saint-Lambert. Ils ont fait dessiner la villa par l'architecte Henri Van Massenhove (1860-1934) et elle a été construite dans un style éclectique. Le jardin luxuriant et la nature qui l'accompagnent deviendront un thème important dans les œuvres de Canivet.
La plupart des visiteurs de la Villa Montald, dont le célèbre écrivain Émile Verhaeren (1855-1916) et le poète Stefan Zweig (1881-1942), étaient des amis du monde artistique et littéraire. Ces rencontres peuvent avoir eu un impact sur la production artistique de Canivet. La villa a également fonctionné comme un espace d'exposition permanente, valorisant leur image de couple d'artistes, vivant et travaillant ensemble. Contrairement à Montald, Canivet peint sur soie et n'expose que brièvement, entre 1906 et 1934. Sa présence dans le monde de l'art est plutôt limitée et elle est invariablement liée à son mari.
Entre 1940 et le 11 février 1942, jour de sa mort d'un cancer du sein, Canivet entretient une correspondance bien remplie avec un admirateur d’Émile Verhaeren, René Vandevoir (1892-1966), à qui elle confie de nombreux souvenirs

## Expositions et prix
La première participation de Canivet à une exposition prend place dans le cadre de l'Exposition universelle de Milan en 1906. Dans ce cadre, elle a été nommée vice-présidente de la section 20 : Art d'Habillement. Elle expose trois boléros peints, quatre vêtements, trois foulards, cinq reliures et quatre porte-monnaie, dont l'un est fait de divers tissus et serti de perles. Elle recevra le grand prix.
Elle a remporté sa première médaille à la cinquième exposition internationale d'art à Barcelone en 1907. En 1909, elle reçoit le prix de la comtesse de Flandre lors d'un concours organisé par la Société des Arts de la Femme. En tant que membre de cette association, elle participe à l'Exposition Internationale d'Architecture et des Arts Décoratifs de Liège en 1911 et à l'Exposition Universelle de Gand en 1913. A Liège, elle présente un sac à main, un foulard, deux boléros, trois éventails et deux poches. A Gand, elle montre des éventails peints, des coussins et des sacs.
En 1912, Canivet participe au salon de La Libre Esthétique, dirigé par Octave Maus (1856-1919), où elle expose de la soie tie-dye. Par la suite, elle expose à l'Exposition internationale des Arts décoratifs et industriels modernes de 1925 à Paris, où elle remporte une médaille d'argent pour une série de dessins décoratifs. En 1929, une exposition sur le couple Montald-Canivet a lieu au Palais des beaux-arts de Bruxelles. Canivet expose une vingtaine de dessins décoratifs d'oiseaux et de poissons, ainsi qu'une série de toiles peintes et des dessins d'illustrations tirés des livres de Maurice Maeterlinck (1862-1949). Au salon de printemps du Palais des beaux-arts de Bruxelles] en 1934, elle expose à nouveau cinq dessins avec des oiseaux d'ornement.

## Style et technique
Canivet connaissait différents matériaux et techniques tels que les textiles, le crayon, la reliure de livres et la peinture sur soie et céramique. Elle est connue pour ses peintures sur tissu, qu'elle transforme en accessoires vestimentaires, mais en même temps elle peint aussi des plats en porcelaine. Principalement pendant la Première Guerre mondiale, elle a travaillé sur une série de poissons, champignons et oiseaux d'ornement sur soie, selon un procédé connu d'elle seule et qui permet au tissu de conserver toute sa souplesse. Ses compositions incluent souvent des fleurs exotiques et un escargot, qui est presque sa signature. Le symbolisme et l'Art nouveau, qui ont atteint leur apogée à la fin du siècle, ont eu une influence majeure sur la conception de son œuvre. Son style présente donc des similitudes avec les aspirations idéalistes de l'art de l'époque.